# オットー4世 (ブラウンシュヴァイク＝リューネブルク公)
オットー4世（Otto IV., ? - 1446年）は、ブラウンシュヴァイク＝リューネブルク公、リューネブルク侯（在位：1434年 - 1446年）。足曲公（der Hinkende）と呼ばれる。

## 生涯
1434年に父ベルンハルト1世が死去した後、弟フリードリヒ2世とともにリューネブルク侯領を継承した。ツェレ城の大規模な建設と、地元の領主に対し農民の法的状況を改善するための数多くの改革を行った。

## 結婚
1425年にエリーザベト・フォン・エーバーシュタイン（1415年以前 - 1468年）と結婚し、娘を1人もうけた。